# NGC 3654
NGC 3654 est une galaxie spirale (barrée ?) située dans la constellation de la Grande Ourse. NGC 3654 a été découverte par l'astronome germano-britannique William Herschel en 1793.

## Caractéristiques
NGC 3654 présente une large raie HI.

### Distance
Sa vitesse par rapport au fond diffus cosmologique est de 1 657 ± 11 km/s, ce qui correspond à une distance de Hubble de 24,4 ± 1,7 Mpc (∼79,6 millions d'al).
À ce jour, sept mesures non basées sur le décalage vers le rouge (redshift) donnent une distance de 33,386 ± 8,040 Mpc (∼109 millions d'al), ce qui est à l'intérieur des valeurs de la distance de Hubble. Notons cependant que c'est avec la valeur moyenne des mesures indépendantes, lorsqu'elles existent, que la base de données NASA/IPAC calcule le diamètre d'une galaxie et qu'en conséquence le diamètre de NGC 3654 pourrait être d'environ 12,8 kpc (∼41 700 al) si on utilisait la distance de Hubble pour le calculer. 

### Galaxie isolée
NGC 3654 est une galaxie du champ, c'est-à-dire qu'elle n'appartient pas à un amas ou un groupe et qu'elle est donc gravitationnellement isolée.